# David Izazola
David Izazola Ramírez (Città del Messico, 23 ottobre 1991) è un ex calciatore messicano, di ruolo attaccante.

## Carriera

### Club
Dopo aver trascorso le giovanili nei Pumas, ha occasione di debuttare in prima squadra nel torneo di Clausura 2011, vinto proprio dai Pumas, quando subentra a Javier Cortés al 77º minuto del pareggio esterno per 3-3 contro il Cruz Azul alla terza giornata. In seguito ottiene altre 4 presenze dalla panchina nelle partite contro Chivas, Estudiantes, Atlante, e nel quarto di finale di ritorno della Liguilla contro il Monterrey, sostituendo Juan Francisco Palencia a 13 minuti dal termine.
Il 20 dicembre 2012, dato che nei Pumas avrebbe trovato poco spazio con l'arrivo del nuovo attaccante Robin Ramírez, viene ceduto in prestito con diritto di riscatto ai Gallos Blancos.

### Nazionale
Nel 2011 viene convocato nell'Under-20 messicana in vista del Mondiale di categoria in Colombia. Fa il suo esordio con la maglia tricolor nelle qualificazioni il 1º aprile 2011 contro Trinidad e Tobago (5-0 per i messicani), entrando all'intervallo al posto di Ulises Dávila. Poi viene schierato da titolare nella semifinale del torneo di qualificazione contro Panama, e segna al 40º il goal del 3-1 per la sua selezione, su assist di Carlos Orrantia, suo compagno anche nei Pumas. Disputa anche la finale contro la Costa Rica, che i messicani vincono per 1-3 accedendo così al Mondiale, rilevando al 64º Taufic Guarch.
Al Mondiale gioca due incontri: quello con l'Inghilterra all'ultima giornata del girone, sostituendo ancora Guarch all'intervallo, e la finale per il terzo posto contro la Francia, vinta per 3-1, in cui viene fatto entrare sempre all'intervallo al posto di Érick Torres.

## Statistiche

### Presenze e reti nei club
| Stagione  | Squadra | Campionato | Campionato | Campionato | Coppe nazionali | Coppe nazionali | Coppe nazionali | Coppe continentali | Coppe continentali | Coppe continentali | Totale | Totale |
| Stagione  | Squadra | Comp       | Pres       | Reti       | Comp            | Pres            | Reti            | Comp               | Pres               | Reti               | Pres   | Reti   |
| --------- | ------- | ---------- | ---------- | ---------- | --------------- | --------------- | --------------- | ------------------ | ------------------ | ------------------ | ------ | ------ |
| 2007-2008 | Pumas   | TD         | 33         | 14         | IL              | 0               | 0               | -                  | -                  | -                  | 33     | 14     |
| 2008-2009 | Pumas   | LA+SD      | 1+22       | 0+8        | -               | -               | -               | CCL                | 0                  | 0                  | 23     | 8      |
| 2009-2010 | Pumas   | LA         | 16         | 2          | -               | -               | -               | CCL                | 0                  | 0                  | 16     | 2      |
| 2010-2011 | Pumas   | PD+LA      | 5+9        | 0+2        | -               | -               | -               | SL                 | 0                  | 0                  | 14     | 2      |
| 2011-2012 | Pumas   | PD         | 10         | 1          | -               | -               | -               | CCL                | 4                  | 1                  | 14     | 2      |
| Totale    | Totale  | Totale     | 96         | 27         |                 | 0               | 0               |                    | 4                  | 1                  | 100    | 28     |

## Palmarès

### Club
- Campionato messicano: 1

Pumas UNAM: Clausura 2011